# Желобоцьке джерело
Джерело Желобок (рум. Izvorul Jeloboc) — пам'ятка природи гідрологічного типу в Оргіївському районі Республіки Молдова. Джерело розташоване за 1 км на північний схід від села Желобок. Займає площу 10 га,  або 10,51 га за деякими останніми оцінками. Об'єктом керує примарія комуни П'ятра.

## Опис
Джерело знаходиться в гроті, викопаному в вапняковій скелі, близько 50 м від річки Реут. Вода виходить з-під брили смугою товщиною 20-30 см та збирається в резервуар, з якого насосна станція по потужному водопроводу направляє воду в село. Надлишок води переливається через металеву трубу, встановлену вертикально, живлячи Реут. 

### Властивості води
Джерело класифікується як виникло з геологічно компактних порід, має холодну воду і за ступенем мінералізації є мікромінеральним. За хімічним складом вода гідрокарбонатно-кальцієво-магнієва (HCO3 ; Ca – Mg).
Вода питна, без запаху, кольору, нейтральна (рН 7,6) і не забруднена нітратами (14,3). Мг/л, тобто 26% максимально допустимої концентрації).  Практично не потребує обробки та очищення, що пов'язано з глибиною, на якій бере початок джерело. Завдяки таким параметрам джерело вважається «перлиною Орхея».

## Статус захисту
Джерело знаходиться під управлінням водного агентства Canal-Orhei, а землевласником є примарія комуни П'ятра, частиною якої є село Желобок. Доступ до джерела води закритий скляними та металевими дверима. Вся природоохоронна територія огороджена та охороняється.
Є гідрологічним об’єктом загальнодержавного значення, з дуже високим стоком 260 м3/год за даними Академії наук Молдови. Господарський агент, який експлуатує джерело, оцінює його потік у понад 4000 м3/год.
До 2010 року джерело та прилеглі об’єкти були реконструйовані, у тому числі за фінансової підтримки Національного екологічного фонду.  Заповідна територія розташована в невеликій лісовій зоні.
Станом на 2016 рік на пам’ятці природи не встановлено жодного інформаційного табло.

### Економічна експлуатація
Джерело забезпечує водою все місто Оргіїв, села Погорнічень і П'ятра, а також частину села Желобок. Водозбірна станція коштувала 600 000 євро. Є плани розширити мережу водопостачання в кількох інших населених пунктах неподалік, зокрема в Пересечіні, Ватічі та Чокилтені. В даний час лише 40% об'єму води спрямовується в акведуки, решта впадає в Реут.

## Галерея зображень

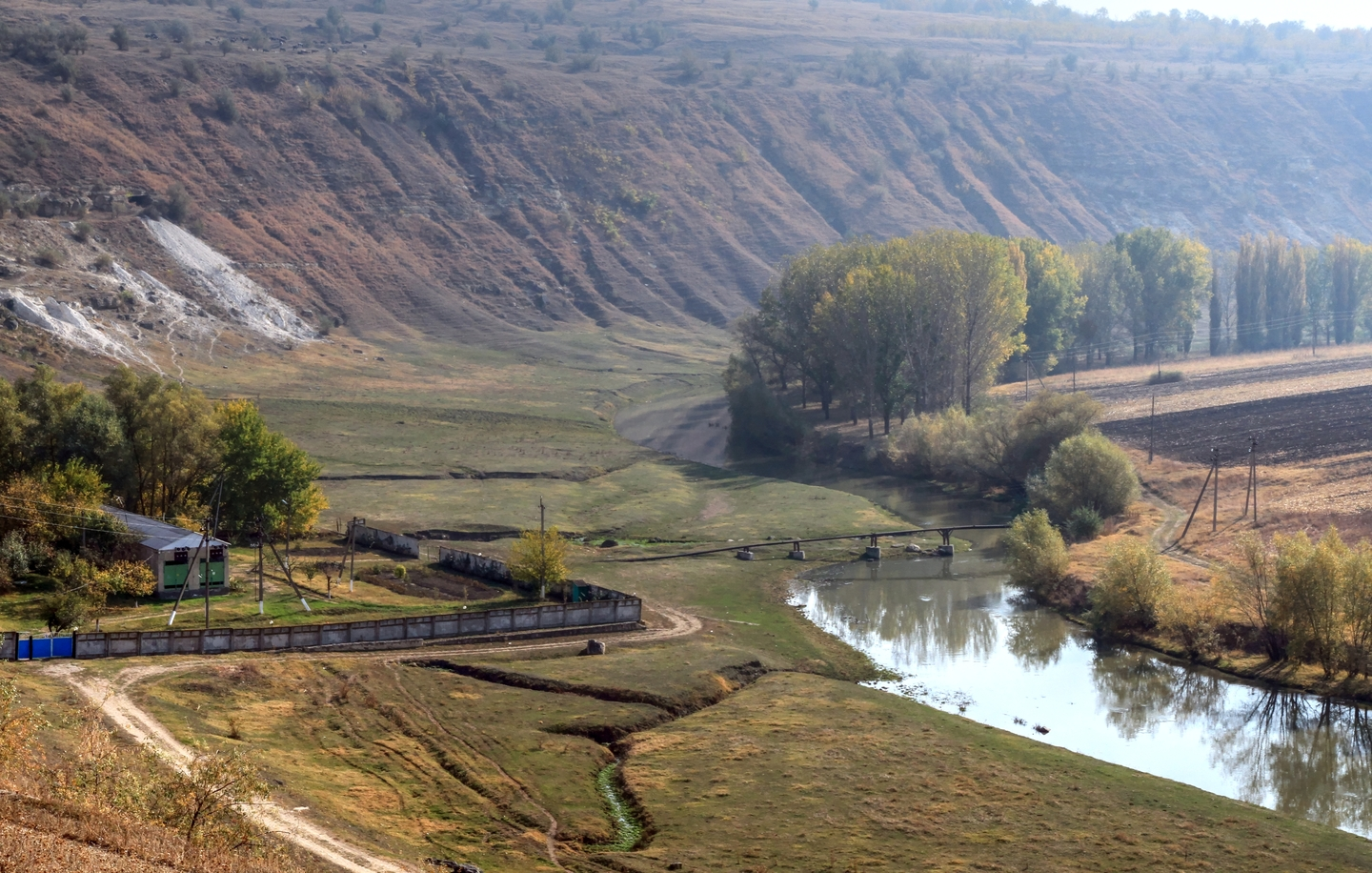
Ландшафт місця
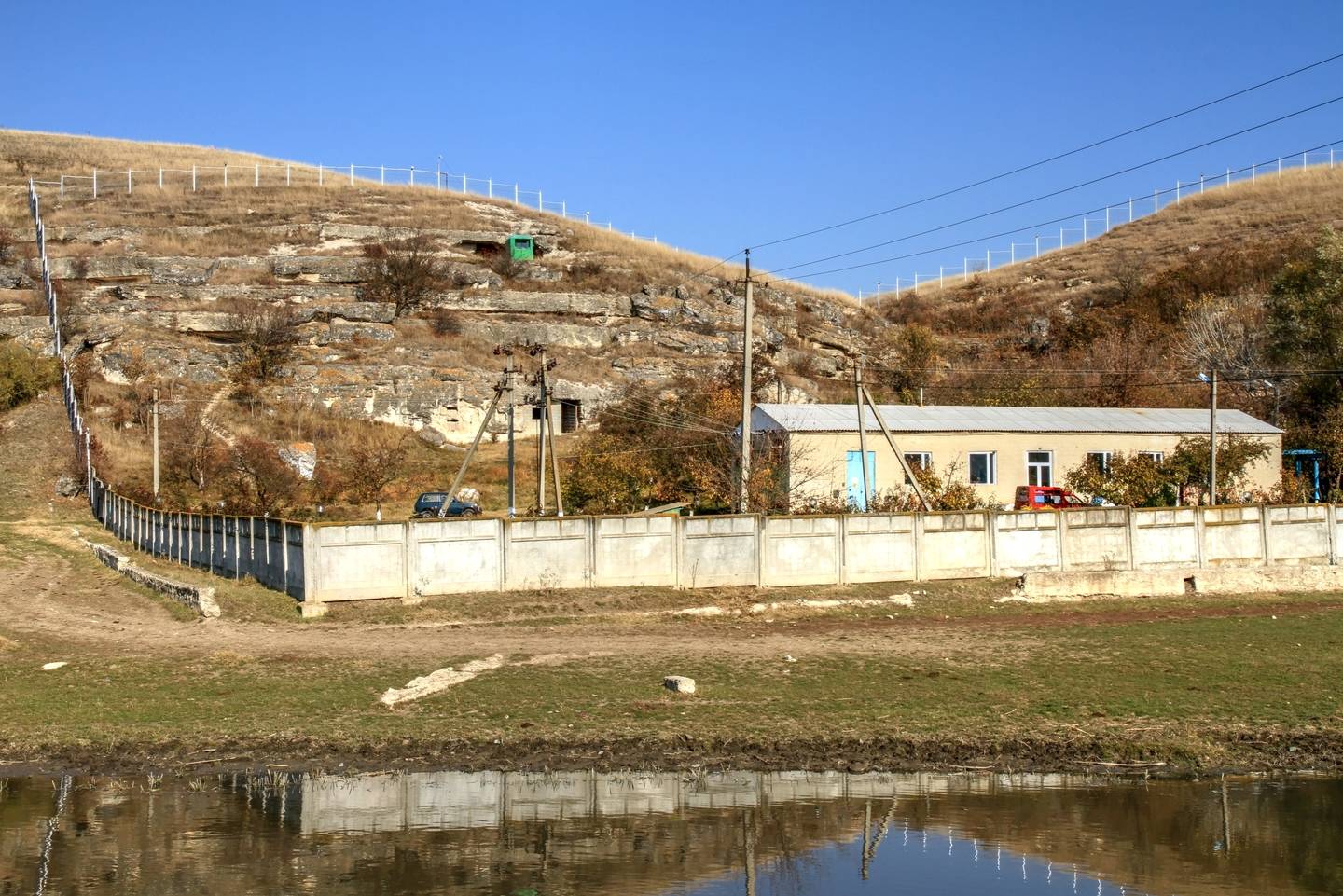
Насосна станція
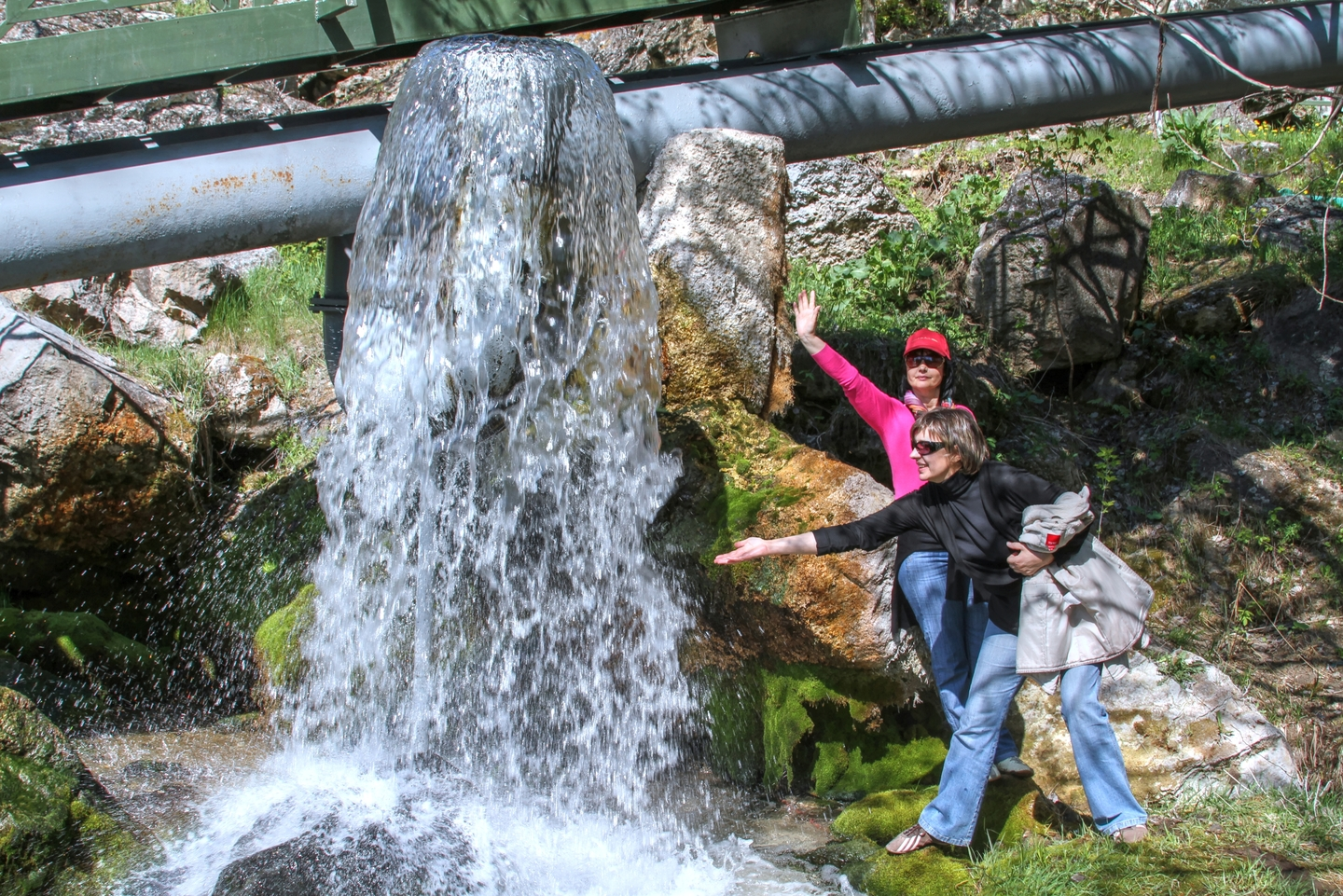
Надлишок води